# Poetics
Poetics es el quinto álbum de estudio de la banda mexicana de rock alternativo Panda editado en 2009 por EMI Music, tras la salida del álbum en vivo Sinfonía soledad. El álbum, que fue producido por la propia banda, significó una desviación en la dirección musical del grupo, dejando de lado el sonido pop punk que les caracterizaba y enfocándose más en el pop rock.

## Temática
La portada del álbum se representa con la imagen pintada de una mujer con una manzana y recostada de espaldas ante la vista del espectador, y un árbol donde hay varias manzanas a medio comer. Esto podría ser una alusión al personaje bíblico de Eva, ya que algunas de las canciones abordan el tema de los pecados capitales.
El álbum se divide en dos actos, y cada uno consta de 10 canciones; donde presenta la interacción del hombre con el diablo y el mundo, utilizando referencias a la fe cristiana, así como la relación con los sentimientos y los pecados capitales.

### Acto 1
- Popurrí para ti: La canción hace notoriedad en sobre cómo el ser humano siente incertidumbre en su intento por completar sus objetivos o hallar su propósito en la vida, cuando tiene al tiempo y a la muerte en contra; todo esto representado con terminología musical. Aunque no está relacionado en absoluto, la letra usa referencias con respecto al Apocalipsis.
- Fascinante: Esta es la primera del álbum que hace alusiones a uno de los pecados capitales, siendo este la soberbia; usando de ejemplo a un hombre físicamente agradable, pero que tiene una situación dual, donde se goza de su galanura y superioridad pero que esa actitud provocaría distanciamiento con cualquiera que lo vea, terminando siendo vulnerable.
- Conversación casual: Se relata el encuentro entre un hombre y la tentación, representadas en forma de mujer (Abigail). La canción muestra una situación conflictiva donde un hombre puede sucumbir ante las tentaciones, pero toma el rumbo de su vida al asumir el desafío, teniendo cierto resentimiento a la religión.
- El cuello perfecto: Cuenta la historia de un ser nocturno, avaricioso e insaciable al momento de satisfacer sus vicios. Aunque no se dice de manera tajante en la canción, la letra deja claro que el protagonista es un vampiro y el pecado capital a resaltar es la avaricia.
- Espíritu pionero: Extraña canción a ritmo de country que está basada en la historia del jardín del Edén. Narra de manera peculiar, un reclamo de "Dios" hacia el personaje de Abigail, la cual fue mencionada anteriormente; todo esto en base a las consecuencias que surgieron del pecado original.
- Sólo a terceros: Este es el primer sencillo del álbum. Esto relata la situación en la que se encuentra un hombre al descubrir un acto de infidelidad por parte de su pareja, y todo el proceso que pasa desde la negación hasta la aceptación y confrontación del problema.
- Abigail: Es en esta canción en que se revela la identidad de Abigail, el cual es Satanás, donde las personas en el mundo pueden caer en las mentiras que este ente puede decir y hacer.
- Casi nula autoestima: A través de la melodía, se cuenta la inquietud de un hombre por saber qué le falta para ser digno de ser amado por una mujer, siendo que ésta pone sus ojos en otro hombre; al límite de querer compararse o ser tal sujeto; evidenciando su baja autoestima y envidia, el pecado capital a relucir.
- Del Rapto y otros pormenores: La canción se presenta con una discusión entre una pareja con respecto a sus diferencias, esto mientras llega el final lo que probablemente represente el Rapto que sucede previo al Apocalipsis.
- Nuestra aflicción: Es el tercer sencillo del álbum. Se muestra una historia relacionada con un amor que no termina aún después de la muerte, donde la letra refleja la incertidumbre sobre ser correspondido en el amor, lo que lleva a un fatal desenlace. Según el mismo José Madero, la canción habla sobre cómo una persona se une a una secta suicida, historia la cual sigue en la canción «Martirio de otro», significado que no muchas personas comprendieron o no se transmitió la idea como el quería según el vocalista.

### Acto 2
- Que tu cama sea mi hogar: Es la historia de un hombre que mantiene relaciones sexuales con una mujer que satisface todos sus deseos, y termina involucrándose sentimentalmente; pero al final se da cuenta de que ésta le cobrará al terminar, pues es una prostituta.
- Adheridos separados: Es el segundo sencillo del álbum. Se describe una relación que se desmorona a causa de la distancia entre los involucrados con cierta idea hacia la dependencia sentimental. Según el vocalista José Madero, la canción fue compuesta a su entonces pareja sentimental.
- Martirio de otro: Una canción con distintas teorías sobre su inspiración, incluso que estaba basada en la carta de despedida que escribió el terrorista libanés Ziad Jarrah a su novia un día antes de los atentados del 11 de septiembre, en el cual era el piloto terrorista que secuestró el vuelo 93 de United Airlines. Sin embargo, la verdadera inspiración para esta canción fueron las sectas suicidas donde los jóvenes buscan motivación para morir, siendo una secuela de la canción «Nuestra aflicción» y tomando como inspiración la secta Heaven's Gate.
- ¡Soy un ganador!: En esta canción, se manifiesta la actitud de un sujeto que sin esforzarse en algo, pretende conquistar todo; siendo el pecado capital a resaltar el de la pereza.
- Lascivamente: La letra habla sobre el lazo lujurioso entre una mujer que siempre obtiene lo que desea y cuando lo desea del sexo masculino, todo desde el punto de vista del hombre que termina enamorándose de ella, siendo la lujuria el pecado capital que destaca.
- Un tipo de indulgencia: Este es un monólogo, donde un hombre conversa con su propio cuerpo en cuanto a degustar toda clase de platillos y delicias gastronómicas; denotando cierta tensión por la gula, otro pecado capital que se menciona.
- Amnistía: La canción emplea una melodía acústica para ambientar la historia, la cual es sobre un hombre que pide perdón de sus acciones hacia alguien más. Con base en las declaraciones del vocalista, esta canción habla sobre el holocausto y un nazi que pide perdón por sus crímenes.
- Agradable locura temporal: Relata una situación un tanto incómoda, donde un hombre intenta calmar el mal humor de su pareja, esto con respecto a sus ataques de ira, el último pecado capital que se nombra en el álbum.
- Espejismos y visiones: Habla de las afirmaciones que tiene un hombre con respecto a lo que cree, aún si el mundo lo ignorase, aunque esto también puede ser una alusión a los creyentes sobre el Juicio final.
- Quinta real: La canción muestra a un hombre que se justifica ante su pareja, esto por haberla agredido físicamente. Posteriormente en el MTV Unplugged, José Madero explica que la canción se inspira en el maltrato hacia las mujeres en la vida doméstica.

## Producción del disco
Después de tres años de ausencia y dos después de la liberación de Sinfonía Soledad, la banda decidió comenzar a producir nuevas canciones, pero de una manera muy diferente. De acuerdo con el vocalista José Madero, cada miembro de la banda estaba en una parte diferente del mundo, pero cada uno grabó su propio pedazo de la música y la envió a cada uno a otro a través de internet. Más tarde, a principios de febrero, la banda se reunió en el estudio El Cielo, en Monterrey, Nuevo León. Una vez allí, se utiliza no sólo sus instrumentos habituales, también algunos que nunca se han usado antes.El álbum fue terminado entre marzo y abril de 2009.

## Promoción y gira
Después de completar el álbum, la banda entró en una mini-gira en abril en México y tocó tres canciones del álbum: " Solo a Terceros "," Abigail "y" Amnistía ".  Más tarde, la banda dejó la gira. Tenían fichajes en toda América Latina y en los Estados Unidos también, llegando a ciudades como Los Ángeles, CA.
Se esperaba que fuera lanzado en algún momento entre abril o mayo, pero la banda había anunciado que el álbum sería lanzado el 17 de julio. Cerca de la fecha de lanzamiento, la banda pospuso el lanzamiento para el 22 de agosto y luego al 22 de septiembre, lo que enfureció a los aficionados. Según la banda, no fue su decisión.

## Sencillos
Su primer sencillo fue " Solo a Terceros " y fue lanzado en las radios el 22 de julio, y el video musical oficial fue puesto en libertad el 27 de julio en el programa de televisión mexicano de Los 10 + Pedidos. Tras la liberación de este sencillo le siguió, Adheridos separados (canción que José Madero acepta fue una mala elección de sencillo) y, finalmente, el tercer y último sencillo de Poetics fue Nuestra Aflicción.

## Adaptación teatral
En 2015, los productores Alejandra Villa, Omar Luna y Virgilio Solorio estrenan en la Ciudad de México la obra. Es un musical basado mayoritariamente en las canciones del álbum Poetics, mismo que estuvo en preproducción durante 4 años, convirtiéndose en el primer musical basado en un disco de una banda de rock en español.

## Lista de canciones
El álbum es un disco doble, a los que el grupo decidió llamar Actos.
ACTO I

| N.º   | Título                         | Duración |  |
| 1.    | «Popurrí para ti»              | 3:17     |  |
| 2.    | «Fascinante»                   | 4:31     |  |
| 3.    | «Conversación casual»          | 3:47     |  |
| 4.    | «El cuello perfecto»           | 3:39     |  |
| 5.    | «Espíritu pionero»             | 2:41     |  |
| 6.    | «Solo a terceros»              | 4:32     |  |
| 7.    | «Abigail»                      | 4:16     |  |
| 8.    | «Casi nula autoestima»         | 3:43     |  |
| 9.    | «Del rapto y otros pormenores» | 2:47     |  |
| 10.   | «Nuestra aflicción»            | 5:06     |  |
| 36:19 |                                |          |  |

ACTO II

| N.º   | Título                      | Duración |  |
| 1.    | «Que tu cama sea mi hogar»  | 3:16     |  |
| 2.    | «Adheridos separados»       | 3:20     |  |
| 3.    | «Martirio de otro»          | 3:21     |  |
| 4.    | «¡Soy un ganador!»          | 3:05     |  |
| 5.    | «Lascivamente»              | 3:28     |  |
| 6.    | «Un Tipo de indulgencia»    | 3:51     |  |
| 7.    | «Amnistía»                  | 2:00     |  |
| 8.    | «Agradable locura temporal» | 3:39     |  |
| 9.    | «Espejismos y visiones»     | 3:15     |  |
| 10.   | «Quinta real»               | 3:58     |  |
| 31:53 |                             |          |  |

## Personal

### Músicos
- José Madero  - Voz / Guitarra rítmica / Letras
- Arturo Arredondo - Guitarra principal
- Ricardo Treviño - Bajo
- Jorge Vásquez - Batería

### Ficha técnica[4]
- Adrián Rojo - Productor / Grabación y mezcla en El Cielo Recording Studios
- Jaime Cavazos - Masterización en OVU Studios
- Oscar Rojas Mustelier - Trompeta en "Popurrí Para Ti"
- Alfonso Herrera - Coros en "Casi Nula Autoestima"
- Marcelo Treviño - Producción / Teclados / Orquestación / Coros

Letras por:
- José Madero

- Datos: Q9061304